# Доринки (Сасовский район)
До́ринки — деревня в Сасовском районе Рязанской области. Входит в состав Берестянского сельского поселения.

## Географическое положение
Находится в центре района, на правобережье Цны, в 1,5 км от автодороги Сасово — Кустарёвка. Со всех сторон деревня окружена лиственным лесом. Расстояние до райцентра Сасово — 14 км к западу по асфальтированной дороге. Ближайшая железнодорожная станция: Берестянки — в 5 км к юго-западу; платформа 390 км — в 3 км к югу.
Ближайшие населённые пункты:
- деревня Трудолюбовка — в 6 км к востоку по асфальтированной дороге;
- деревня Мурзинки — в 3 км к югу по асфальтированной дороге;
- посёлок Перша — в 3 км к западу по асфальтированной дороге;
- село Бастаново — в 7 км к северо-западу по грунтовой дороге.

## Население
| 1914 | 1984 | 2008 | 2009 | 2010 | 2011 | 2012 |
| ---- | ---- | ---- | ---- | ---- | ---- | ---- |
| 292  | ↘50  | ↘7   | →7   | ↗11  | ↘10  | ↗11  |

Возрастной состав
| Год  | Всего | дети до 18 лет | работающие | пенсионеры и инвалиды |
| ---- | ----- | -------------- | ---------- | --------------------- |
| 2008 | 7     |                | 1          | 4                     |
| 2009 | 7     |                | 1          | 4                     |
| 2010 | 9     |                | 1          | 4                     |
| 2011 | 10    |                | 2          | 4                     |
| 2012 | 11    | 1              | 3          | 6                     |

Национальный состав
Большинство населения по национальному признаку составляют русские.

## Хозяйство
В советское время работала молочно-товарная ферма.

## Инфраструктура
В деревню заходит тупиковая асфальтированная дорога — ответвление от автодороги Сасово — Кустарёвка. Школа, больница, церковь отсутствуют. Всего насчитывается три улицы: Колхозная, Лесная, Медовая.